# Дунаєць (Шосткинський район)
Ду́наєць — село в Україні, у Глухівській міській громаді Шосткинського району Сумської області. Населення становить 1254 осіб. До 2020 орган місцевого самоврядування — Дунаєцька сільська рада. Батьківщина українського аристократа Івана Скоропадського — діда Гетьмана України Павла Скоропадського. 

## Географія
Село Дунаєць розташоване за 2,5 км від лівого берега річки Есмань. На відстані до 2-х км розташовані села Семенівка і Щебри, та за 4 км розташоване село Сутиски. Селом протікають струмки з загатами, що пересихають.
До міста Глухова — 17 км автошляхом Р44.

## Назва
Є дві версії походження назви села. За однією з них назва села походить від татарського слова «Дунай», що означає «велика вода», бо біля села протікала широка й глибока річка. Згадують старожили, що село в давнину називали Дунайці, тобто переселенці з-за річок. 

## Історія
За писемними джерелами село Дунаєць засноване в першій половині XVII століття глухівським козаком Радьком. Але є дані про те, що в цих місцях люди жили і раніше. На східній околиці села виявлено поселення ранньої залізної доби та середньовіччя. Також неподалік від с. Щебри Дунаєцької сільради збереглись залишки давньоруського городища XI—XIII століття.
Село Дунаєць було заселено в основному вільними людьми — козаками. В селі письменних людей майже не було. Хто міг навчати своїх дітей, то водили до дяка.
Слободою, що розташована на території села, заволодів гетьман Іван Самойлович, прикупивши до неї ще землі, а потім надумав її віддати майбутньому своєму зятю князю Юрію Четвертинському.
Але гетьмана було скинуто і це стало на заваді його наміру, хоча Четвертинський і встиг на цей час заснувати біля Дунайця хутір Сутиски (нині село Сутиски Глухівського району Сумської області). Коли Самойловича не стало, Юрій Четвертинський прихистив на своєму хуторі вдову скинутого гетьмана і свою наречену, з якою одружився на початку 1660 року.
Дунаєцька Слобідка залишалась в його власності. 1697 року Четвертинський потрапив в татарський полон, у якому пробув декілька років. Коли він звільнився з полону, гетьман Мазепа дав йому «за полонне єго терпіння» три села, у тому числі і Дунаєць.
Майже скрізь в Україні проводились записи козаків в селяни. В Дунайці такі записи проводив князь Четвертинський. Після смерті гетьмана Скоропадського декілька дунаєцьких козаків жалілись Полуботку, що їх вертають в селяни і просили видати наказ, щоб князь не міг перетворювати їх на кріпаків. Про задоволення прохання відомостей в архіві гетьманської канцелярії немає.
В селі народився, мешкав та працював видатний український історик, поет, композитор, музикознавець Микола Маркевич, автор п'ятитомної «Истории Малороссии», а також етнографічно-фольклорні праці «Обычаи, поверья, кухня и напитки малороссиян».
Він фінансував будівництво мурованого храму Георгія Переможця в Дунаєцькій Слобідці (нині вул. Слобідська села Дунаєць). Спорудження тривало шість років з 1824 по 1830 роки. Цеглу виділив з власного заводу поміщик М. Скоропадський, економія якого знаходилась неподалік нового храму.
За архівними даними 1866 року у селі була відкрита земська школа.
Весною 1917 року в село приїхали три чоловіки з Глухова. Староста зібрав сход. Прибулі розповіли про зміни в країні, про те, що царя скинуто, що є Тимчасовий уряд. На сході було обрано комітет уповноважених, який повинен був керувати в селі. До нього увійшли Цигикал Кирило Самосіянович, Овсієнко Семен Степанович, Давиденко Михайло та інші.
З 1917 року — у складі УНР, з квітня 1918 року — у складі Української Держави Гетьмана Павла Скоропадського. З 1921 року тут панує стабільний окупаційний режим комуністів, якому чинили опір місцеві мешканці.
Одного разу, коли члени ревкому ділили землю, у село увійшли гайдамаки. Вони вчинили суд над окупаційною владою, активістів вкинули в шурф шахти біля с. Полошки.
Перший колгосп в Дунаєцькій Слобідці було організовано у 1928 році. Деякі жителі Дунайця туди також записалися. Восени 1929 року під тиском було об'єднано 32 господарства в колгосп на території Дунайця. У 1930–1931 роках були створені колгоспи і ТСОЗи. Тоді ж розпочався масовий терор голодом, який забрав життя передусім старих та дітей. 
На початку вересня 1941 року німці звільнили село від комуністів — організаторів Голодомору. У вересні 1943 році вони повернулися і влаштували ще один Голодомор. 

## Сучасність
У селі зареєстрована парафія Московської патріархії, яка претендує на старовинний храм. Спроби приєднатися громади до ПЦУ були тимчасово зупинені криміналітетом. 
12 червня 2020 року, відповідно до розпорядження Кабінету Міністрів України № 723-р «Про визначення адміністративних центрів та затвердження територій територіальних громад Сумської області», село увійшло до складу Глухівської міської громади. 
19 липня 2020 року, в результаті адміністративно-територіальної реформи та ліквідації Глухівського району, село увійшло до складу новоутвореного Шосткинського району.

## Відомі люди
У селі народилися:
- Микола Андрійович Маркевич — видатний український історик, етнограф, фольклорист, поет і композитор. Автор п'ятитомної «Истории Малороссии», а також етнографічно-фольклорної праці «Обычаи, поверья, кухня и напитки малороссиян». 19 серпня 2018 року біля Дунаєцької школи відкрито пам'ятник Миколі Маркевичу.
- Скоропадський Іван Михайлович — український меценат, громадський та культурно-освітній діяч. Дідо гетьмана Павла Скоропадського.
- Петро Лобас — український літературознавець і театрознавець.
- Цигикал Петро Олександрович — український офіцер Державної прикордонної служби, генерал-лейтенант, голова ДПСУ.
- Лубенець Катерина Григорівна — активістка комуністичних органів влади.

## Цікаві факти
- В селі вміють готувати зелений борщ з яглицею[3].